# Ye Olden Days
Ye Olden Days (Deutsch Die alten Tage, Alternativtitel: Prinzessin Minni) ist ein US-amerikanischer Zeichentrickfilm der Disney-Studios aus dem Jahr 1933. 

## Inhalt
Während des Mittelalters. Die Prinzessin Minni muss auf Anordnung ihres Vaters, dem König, den reichen Herrn Dippy Dawg (Goofys Name vor 1939) heiraten. Da sie sich jedoch weigert, wird sie in den Schlossturm gesperrt. Micky beobachtet das Geschehen und macht sich gleich zu ihrer Rettung auf. Doch Micky wird erwischt, dem König vorgeführt und zum Tode durch das Fallbeil verurteilt. Im letzten Augenblick erscheint Minni und verkündet, ihn als Gatten zu nehmen, wenn er im Duell gegen Dippy Dawg siegreich hervorgehe. Der König akzeptiert die Entscheidung seiner Tochter. Micky gewinnt das Duell und kann die Prinzessin zur Frau nehmen.